# Koji Sakamoto
Koji Sakamoto (坂本 紘司 Sakamoto Koji?, nacido el 3 de diciembre de 1978 en Shiga) es un exfutbolista japonés. Jugaba de centrocampista y su último club fue el Shonan Bellmare de Japón.

## Trayectoria

### Clubes
| Club            | País  | Año         |
| --------------- | ----- | ----------- |
| Júbilo Iwata    | Japón | 1997 - 1999 |
| Shonan Bellmare | Japón | 2000 - 2012 |

## Estadística de carrera

### J. League
| Club            | Año   | J. League | J. League | Copa J. League | Copa J. League | Total | Total |
| Club            | Año   | Part.     | Goles     | Part.          | Goles          | Part. | Goles |
| --------------- | ----- | --------- | --------- | -------------- | -------------- | ----- | ----- |
| Júbilo Iwata    | 1997  | 0         | 0         | 2              | 0              | 2     | 0     |
| Júbilo Iwata    | 1998  | 0         | 0         | 0              | 0              | 0     | 0     |
| Júbilo Iwata    | 1999  | 0         | 0         | 2              | 0              | 2     | 0     |
| Shonan Bellmare | 2000  | 0         | 0         | 0              | 0              | 0     | 0     |
| Shonan Bellmare | 2001  | 39        | 8         | -              | -              | 39    | 8     |
| Shonan Bellmare | 2002  | 38        | 7         | -              | -              | 38    | 7     |
| Shonan Bellmare | 2003  | 44        | 4         | -              | -              | 44    | 4     |
| Shonan Bellmare | 2004  | 38        | 8         | -              | -              | 38    | 8     |
| Shonan Bellmare | 2005  | 35        | 1         | -              | -              | 35    | 1     |
| Shonan Bellmare | 2006  | 39        | 1         | -              | -              | 39    | 1     |
| Shonan Bellmare | 2007  | 44        | 3         | -              | -              | 44    | 3     |
| Shonan Bellmare | 2008  | 39        | 3         | -              | -              | 39    | 3     |
| Shonan Bellmare | 2009  | 50        | 13        | -              | -              | 50    | 13    |
| Shonan Bellmare | 2010  | 30        | 3         | 1              | 0              | 31    | 3     |
| Shonan Bellmare | 2011  | 35        | 6         | -              | -              | 35    | 6     |
| Shonan Bellmare | 2012  | 25        | 0         | -              | -              | 25    | 0     |
| Total           | Total | 456       | 57        | 5              | 0              | 451   | 57    |

## Palmarés

### Títulos nacionales
| Título         | Club         | País  | Año  |
| -------------- | ------------ | ----- | ---- |
| J1 League      | Júbilo Iwata | Japón | 1997 |
| Copa J. League | Júbilo Iwata | Japón | 1998 |
| J1 League      | Júbilo Iwata | Japón | 1999 |